# Perasia ule
Perasia ule är en fjärilsart som beskrevs av Jacob Hübner 1827. Perasia ule ingår i släktet Perasia och familjen nattflyn. Inga underarter finns listade i Catalogue of Life.